# Stipa juncea
Stipa juncea là một loài thực vật có hoa trong họ Hòa thảo. Loài này được L. miêu tả khoa học đầu tiên năm 1753.